# Franciszek Jankowski (pułkownik)
Franciszek Ksawery Jankowski (ur. 12 czerwca 1880, zm. ?) – pułkownik audytor doktor Wojska Polskiego.

## Życiorys
4 listopada 1903 roku, jako sierżant rezerwy (niem. Resfeldwebel) pułku piechoty Nr 41 został aspirantem w korpusie zawodowych oficerów audytorów. Na stopień podporucznika został mianowany ze starszeństwem z 1 sierpnia 1906 roku w korpusie oficerów rezerwy piechoty. Posiadając przydział w rezerwie do pułku piechoty Nr 41 w Czerniowcach kontynuował praktykę w korpusie audytorów. W 1908 roku został powołany do korpusu oficerów audytorów, przydzielony do Sądu Garnizonowego Stanisławów i mianowany porucznikiem audytorem ze starszeństwem z 1 maja 1908 roku. W latach 1911–1914, jako oficer audytor pełnił służbę w Bośniacko-Hercegowińskim pułku piechoty Nr 1 w Wiedniu. W latach 1912–1913 wziął udział w mobilizacji sił zbrojnych Monarchii Austro-Węgierskiej, wprowadzonej w związku z wojną na Bałkanach, a w latach 1914–1918 w I wojnie światowej. Na stopień kapitana audytora został mianowany ze starszeństwem z 1 listopada 1912 roku. W latach 1916–1918 był doradcą prawnym komendanta 24 Dywizji Piechoty.
Z dniem 1 marca 1920 roku został przeniesiony ze stanowiska sędziego Sądu Wojskowego Okręgu Generalnego Kielce na stanowisko pełniącego obowiązki sędziego w Sądzie Wojskowym Okręgu Generalnego w Grudziądzu. 24 czerwca 1920 roku został zatwierdzony z dniem 1 kwietnia 1920 roku w stopniu podpułkownika, w Korpusie Sądowym, w grupie oficerów byłej armii austro-węgierskiej. 10 sierpnia 1920 został wyznaczony na stanowisko szefa sądu polowego etapu 5 Armii.
W 1921 roku pełnił służbę w Prokuraturze przy Sadzie Wojskowym Okręgu Generalnego w Warszawie. 3 maja 1922 roku został zweryfikowany w stopniu podpułkownika ze starszeństwem z dniem 1 czerwca 1919 roku i 30. lokatą w korpusie oficerów sądowych. W 1923 roku pełnił służbę w Prokuraturze przy Najwyższym Sądzie Wojskowym w Warszawie na stanowisku podprokuratora. 21 października 1924 roku Prezydent RP mianował go sędzią w wojskowych sądach okręgowych. W latach 1924–1927 był sędzią orzekającym w Wojskowym Sądzie Okręgowym Nr I w Warszawie. 21 czerwca 1927 roku został przydzielony z WSO Nr I do Wojskowego Sądu Okręgowego Nr II w Lublinie na stanowisko szefa sądu. 1 stycznia 1928 roku został mianowany pułkownikiem ze starszeństwem z dniem 1 stycznia 1928 roku i 3. lokatą w korpusie oficerów sądowych. Z dniem 31 marca 1929 roku został przeniesiony w stan spoczynku. W 1934 roku jako oficer w stanie spoczynku pozostawał w ewidencji Powiatowej Komendy Uzupełnień Lublin Miasto.

## Ordery i odznaczenia
- Złoty Krzyż Zasługi (2 sierpnia 1928)[25][21]
- Krzyż Rycerski Orderu Franciszka Józefa z dekoracją wojenną (Austro-Węgry)[10]
- Brązowy Medal Zasługi Wojskowej Signum Laudis na wstążce Krzyża Zasługi Wojskowej (Austro-Węgry)[10]
- Krzyż Jubileuszowy Wojskowy (Austro-Węgry)[10]
- Krzyż Pamiątkowy Mobilizacji 1912–1913 (Austro-Węgry)[10]